# Войтенко, Иван Фёдорович
Ива́н Фёдорович Войте́нко (27 января 1920, Красный Лиман, УССР — 10 декабря 1994, Симферополь, Автономная Республика Крым, Украина) — советский артиллерист, Герой Советского Союза.

## Биография
Родился 27 января 1920 года в посёлке Красный Лиман (Донецкая губерния УССР), в семье крестьянина. Украинец.
Окончил среднюю школу.
В Красной Армии с 1939 года. В 1941 году окончил Киевское артиллерийское училище.
Участник Великой Отечественной войны с 1941 года.
В 1943 году, в звании гвардии лейтенанта, командовал батареей 116-го гвардейского артиллерийского полка (1-й гвардейский механизированный корпус, 3-я гвардейская армия, Юго-Западный фронт). В период 5—6 февраля в боях у села Самсоновка (Краснодонский район Ворошиловградской области УССР) его батарея вывела из строя девять танков противника, не имея численного преимущества.
Указом Президиума Верховного Совета СССР «О присвоении звания Героя Советского Союза начальствующему и рядовому составу Красной Армии» от 31 марта 1943 года за «образцовое выполнение боевых заданий командования на фронте борьбы с немецкими захватчиками и проявленные при этом отвагу и геройство» Ивану Федоровичу Войтенко присвоено звание Героя Советского Союза с вручением ордена Ленина и медали «Золотая Звезда» (№ 939).
После войны продолжал службу в рядах Советской Армии. Член ВКП(б)/КПСС с 1950 года. С 1965 года полковник И. Ф. Войтенко — в запасе. Жил и работал в Симферополе (Крымская АССР).
Умер 10 декабря 1994 года.

## Награды
- Награждён орденами Ленина, Отечественной войны 1-й степени, Красной Звезды, медалями.